# Daniel Pérez Moreno
Daniel Pérez Moreno (Guardamar del Segura, provincia de Alicante, Comunidad Valenciana, España, 17 de julio de 1981) es un futbolista español. Juega de centrocampista y su equipo actual es el Orihuela CF. El nombre de Tonino es un apodo que tiene su familia por parte paterna en su localidad natal.

## Trayectoria
Formado en las categorías inferiores del CD Alone de Guardamar en 1996, en edad cadete ficha por el Kelme CF de Elche. Ese año había realizado una espectacular temporada marcando más de 80 goles. Curiosamente, en edad infantil había sido acompañado en ataque por el actual jugador del Almería, Juan Manuel Ortiz. Tonino, en su etapa en Elche, jugó como delantero tanto en el Cadete como en el Juvenil del Kelme Club de Fútbol. En su tercer año de juvenil, en la temporada 1999/00, ficha por el Juvenil del Real Murcia, y en la siguiente temporada dio el salto al filial murciano. A pesar de su tremenda calidad, Tonino no acababa de despuntar y tras su paso por equipos como el Elche Ilicitano, el Orihuela o el Molinense vuelve al equipo de su pueblo natal con el que asciende a Tercera División. Es en este equipo en el que empieza a contar con minutos con regularidad, siendo a destacar que hasta su llegada al CD Alone de Guardamar, Tonino había jugado casi siempre como delantero centro. Sin embargo, es en su posición como interior derecha cuando destaca debido a su velocidad y a su pegada viniendo desde atrás.
Tras un breve paso por el Torrevieja CF, a mediados de la temporada 2007/2008 ficha por el CD Alcoyano y en la temporada siguiente, la 2008/2009, consiguió el campeonato del Grupo III de la temporada 2008/09. Esto le valió para disputar la promoción de ascenso contra el Cartagena. Finalmente perdieron dicha eliminatoria de ascenso.
En julio de 2009, tras su paso por el Alcoyano, ficha por el Fútbol Club Cartagena para disputar la temporada 2009-2010 en Segunda División.
Con el FC Cartagena todo funciona a nivel colectivo, pues el equipo departamental busca el ascenso a Primera División durante toda la temporada y se sitúa un total de 34 jornadas en los puestos de ascenso a dicha categoría. El balance individual fue negativo, pues disputa únicamente un partido de titular y en cuatro fue introducido a lo largo de los encuentros disputados. Lo que parecía un fichaje importante para el FC Cartagena, se convirtió en fracaso para el jugador. Cierra la temporada 2009-2010 con un total de 7 partidos disputados y con la lectura positiva de haber competido en el fútbol profesional.
Al término de la temporada el jugador no renovó su contrato, a pesar de que los aficionados consideraban importante darle otra oportunidad.
Para la temporada 2010/2011 ficha por el CD Leganés, del grupo I de la Segunda División B. La temporada es muy positiva para el jugador, tanto a nivel colectivo como individual. En el plano personal disputa un total de 33 partidos y marca 6 goles. A nivel colectivo, disputa el play off de ascenso a Segunda División, perdiendo en la primera eliminatoria frente al CF Badalona.
La temporada 2011/2012 continua en el CD Leganés, si bien los objetivos del club, que no eran otros que competir por ascender a Segunda, se ven truncados y se compite por mantener la categoría. En el plano personal disputa un total de 14 partidos y marca 9 goles.
Para la temporada 2012/2013 retorna al FC Cartagena, esta vez en Segunda B, tras el descenso del conjunto cartagenero. Con el equipo albinegro, termina la liga regular como subcampeón de grupo y disputa las eliminatorias de ascenso a Segunda División. Lleva disputados 34 partidos (33 de Liga y 1 de Copa) y ha marcado 7 goles.

## Clubes
| Club                   | País   | Año       |
| ---------------------- | ------ | --------- |
| Real Murcia B          | España | 2000-2001 |
| Orihuela CF            | España | 2001-2002 |
| Elche B                | España | 2002-2003 |
| CD Molinense           | España | 2004-2005 |
| CD Alone de Guardamar  | España | 2005-2007 |
| FC Torrevieja          | España | 2007-2008 |
| CD Alcoyano            | España | 2008-2009 |
| FC Cartagena           | España | 2009-2010 |
| Club Deportivo Leganés | España | 2010-2012 |
| Fútbol Club Cartagena  | España | 2012-2013 |
| Orihuela CF            | España | 2013-2015 |

## Palmarés

### Campeonatos nacionales
| Título                         | Club        | País   | Año       |
| ------------------------------ | ----------- | ------ | --------- |
| Campeón Grupo III de Segunda B | CD Alcoyano | España | 2008-2009 |